# Kudur-mabuk

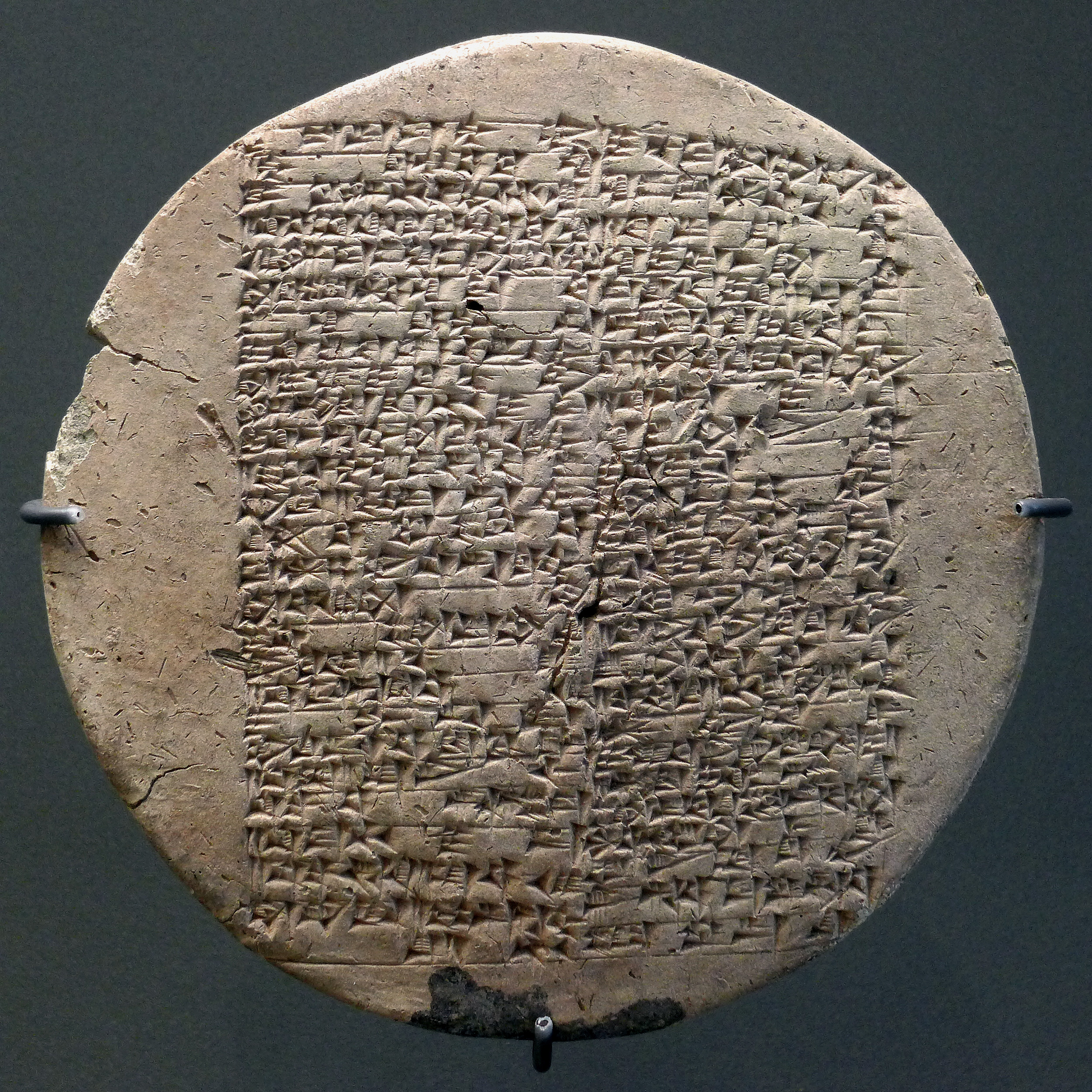
Kleispijker van Kudur-Mabuk

Kudur-Mabuk ca. 1870? - ca. 1820 v.Chr. was de vader van de laatste twee koningen van Larsa: Warad-Sin en Rim-Sin.
Hij draagt de titels abi Amurrim en abi Emutbal: hoofdman van de Amorieten en hoofdman van Emutbal. Dat laatste kan gezien worden als de Amoritische stam van die naam of de streek waarin zij zich gevestigd hadden op de linkeroever van de Tigris niet ver van Maškan-šapir, de stad die als hoofdstad van de streek Emutbal gezien kan worden. Deze stad was al onder Zabaya door Larsa geannexeerd maar Larsa slaagde er niet altijd in zijn gezag erover te handhaven. Dat verklaart het opschrift van een overwinningsstèle die in Nippur gevonden is:
Afbeelding van Ṣilli-Ištar, heerser van Maškan-šapir, vijand van Larsa, boosdoener tegen Emutbal [..] en van Kudur-Mabuk, de koning, [..] na [hem] overwonnen en de voet [op hem] gezet te hebben.
Het is niet duidelijk waarvan Kudur-Mabuk hier precies het koningschap opeist. Misschien alleen van Maškan-šapir.
Zijn naam is duidelijk Elamitisch en betekent (de god) Mabuk is beschermer. Ook zijn vader Šimti-šilḫak en zijn dochter Manzi-wartaš hebben herkenbaar Elamitische namen. Zijn zoons Warad-Sin, Rim-Sin en zijn andere dochter En-ane-du echter niet. Er woonden in zijn tijd een aanzienlijk aantal Elamieten in Mesopotamië en er waren ook al lange tijd betrekkingen tussen Elam en de Amorieten. Kudur-Mabuk was dus wel van Elamitische komaf maar van een latere generatie.
Kudur-Maduk was zelf geruime tijd een belangrijke persoon in het koninkrijk Larsa. Maškan-šapir was een belangrijk steunpunt van het koninkrijk aan de Tigris. Dit was waarschijnlijk al zo onder Siniddinam hoewel het tablet YOS 14 333 niet gedateerd is, komt het waarschijnlijk uit zijn tijd gebaseerd op prosopografie, en vermeldt Kudur-Mabuk. Een ander tablet meldt levering van zowel vis en klaagvrouwen als enige musici van beiderlei kunne aan Kudur-Mabuk. Dit tablet is gedateerd van Sin-iddinams 7e jaar (1843 v.Chr.). Dit was een rampzalige tijd voor Larsa. Er heerste niet alleen oorlog maar ook een epidemie en de koning bezweek daar waarschijnlijk zelf aan en er opstonden opvolgingsproblemen. Dit leidde tot een tijd van verwarring waarin drie koninkjes elkaar snel opvolgden en Larsa aanvallen te verduren had, tot Kudur-Maduk orde op zake stelde. Hij zette zijn eigen zoon Warad-Sin op de troon (1834). Waarom zijn zoon en niet zichzelf is niet helemaal duidelijk. Hij heeft zichzelf nooit koning van Larsa genoemd. Er is wel gesuggereerd dat hij getrouwd was met een prinses uit het koninklijk huis van Sin-iddinam, mogelijk zijn dochter, en dat daardoor zijn zoons meer legitimiteit konden opeisen dan hijzelf met zijn Elamitische achtergrond.